# Pelagocephalus marki
Pelagocephalus marki är en fiskart som beskrevs av Phillip C. Heemstra och Smith 1981. Pelagocephalus marki ingår i släktet Pelagocephalus och familjen blåsfiskar. Inga underarter finns listade i Catalogue of Life.